# Rendellenes pszichológia
 A rendellenes pszichológia vagy abnormális pszichológia a pszichológia egyik ága, amely a szokatlan, eltérő viselkedési, érzelmi és gondolkodási mintázatokat vizsgálja, amelyeket potenciális mentális zavarként lehet értelmezni. Bár számos viselkedési forma lehet abnormális, az abnormális pszichológia általában klinikai kontextusban vizsgálja ezt a jelenséget.
Az aberráns vagy deviáns viselkedés megértésére és kezelésére irányuló kísérleteknek hosszú története van, amelyek statisztikai, funkcionális, morális vagy más értelemben próbálták megérteni és kezelni az ilyen viselkedést. Az alkalmazott megközelítések gyakran kulturális eltéréseket mutatnak.
Az abnormális pszichológia területe a különböző állapotok több okát azonosítja, különböző elméleteket alkalmazva a pszichológia általános területéről és máshonnan. Az abnormális pszichológiai jelenségek értelmezésében sokat függ attól, hogy mit is értünk "abnormális" alatt.
Az abnormális pszichológia hagyományosan két kategóriába sorolódik: pszichológiai és biológiai magyarázatok. Ez a filozófiai dualizmusra utal az elme és test kapcsolatában.
A mentális zavarok osztályozása terén számos megközelítés létezik. Az abnormális pszichológia három különböző kategóriájába sorolódik: szubnormális, szupernormális és paranormális viselkedések.
Az abnormális pszichológia két fajta viselkedést vizsgál: az adaptív és a rendellenes viselkedést. Az adaptív viselkedés jól illeszkedik az emberek természetéhez, életmódjukhoz és környezetükhöz, és lehetővé teszi a hatékony kommunikációt az emberek között. A rendellenes viselkedés viszont arra utalhat, hogy az egyén nem képes megfelelően alkalmazkodni a környezetéhez, és ez problémákat okozhat érzelmei, mentális gondolkodása, fizikai cselekvései és működése terén. A helytelen alkalmazkodási viselkedés jele lehet a sebezhetőségnek és az alkalmazkodási nehézségeknek, ami pedig a mindennapi életben problémákat okozhat.
A klinikai pszichológia az alkalmazott pszichológiai területe, amely a pszichológiai állapotok diagnosztizálásával, megértésével és kezelésével foglalkozik. A rendellenes pszichológia néven ismert elméleti terület hátteret adhat ennek a területnek, bár a klinikai pszichológusok általában nem használják az "abnormális" kifejezést. A pszichopatológia egy olyan mögöttes betegségfolyamatra utal, amelyet a pszichiátriai szakemberek diagnosztizálnak és kezelnek. Az abnormális pszichológia és a pszichopatológia hasonló fogalmak, de eltérően használják őket a szakemberek.

## Történelem

### Humorok
Hippokratész (i.e. 460-377) elmélete szerint a test és az elme betegségeinek oka az egyensúlyhiány a létfontosságú folyadékok között. A fekete epe túlzott mennyisége depressziót okozhat, a sárga epe túl sokása gyors indulatot, a váladék többlete kimerültséget, míg a vér fokozott jelenléte optimizmust, vidámságot és magabiztosságot eredményezhet.

### Menedékhelyek
1547-ben VIII. Henrik angol király létrehozta a Betlehemi Szent Mária menedékházat Londonban, amelyet Bedlam néven ismertek. A korai menedékházakat népszerűnek tartották a középkorban és a reneszánsz korszakban is, bár nyomorúságos körülmények között működtek. A betegeket az emberek "teherének" tekintették, és szinte úgy bántak velük, mint egy vadállattal, nem pedig a kezelésre szoruló betegekkel. Sok beteg azonban hasznos orvosi kezelésben részesült. A korai menedékházak alapvetően a meglévő bűnügyi intézmények módosításai voltak. A fogvatartottakat gyakran haszonszerzés céljából állították ki, mivel nem tartották őket embernek. Tudományos kíváncsiság övezte a rendellenes viselkedést, bár a korai menedékházakban ritkán vizsgálták.
A 18. század végén Philippe Pinel franciaországi munkájának köszönhetően az elmegyógyintézetekben a betegek humanitárius kezelése egyre elterjedtebbé vált. Pinel azt a gondolatot terjesztette, hogy a betegekkel kedvesen kell bánni, nem pedig az őket ért kegyetlenséggel, mintha állatok vagy bűnözők lennének. Pinel kísérletei, például a láncok eltávolítása a betegekről, vonakodással találkoztak, de a kedvességgel kapcsolatos kísérletek nagy sikernek bizonyultak, amelyek hozzájárultak az elmegyógyintézetek működésének reformjához. A betegek humánus kezelése azóta is a mentális egészségügy egyik alappillére.
Az intézményesülés a 19. és 20. században folytatódott, amelyet számos humanitárius, például Dorothea Dix munkája és a mentálhigiénés mozgalom előmozdított. Dix munkája nagymértékben hozzájárult az elmegyógyintézetekben lévő betegek kezelési körülményeinek javításához. A mentális betegek testi jólétét előmozdító mentálhigiénés mozgalom dollármilliókat gyűjtött az új intézmények felépítésére és az elmebetegek ellátására. Az elmegyógyintézetek száma a 20. században növekedett, ahogy az elmebetegek ellátása megnövekedett bennük.
1939-re több mint 400 000 beteg volt az Egyesült Államok állami elmegyógyintézeteiben, és az ottani tartózkodásuk általában hosszú időre nyúlt, egyes betegeket évekig kezeltek. Bár az elmúlt évszázadokhoz képest az intézmények jobbak voltak, a hatékony kezelés eszközei még hiányoztak, és a betegek gyakran embertelen bánásmódban részesültek.
A dolgok megkezdtek változni 1946-ban, amikor Mary Jane Ward kiadta a befolyásos A kígyóverem című regényét, amelyet egy népszerű filmváltozat is követett. A könyv felhívta a figyelmet a mentális betegekkel szembeni körülményekre, és segített felkelteni az általános nyilvánosság aggodalmát azon, hogy humánusabb mentális egészségügyi ellátást kell teremteni ezekben a túlzsúfolt kórházakban.
Az Országos Mentálhigiénés Intézet megalakult, hogy támogassa a kórházi dolgozók képzését és a betegek állapotának kutatását. A Hill-Burton törvény elfogadása finanszírozást biztosított a mentális egészségügyi kórházak számára, és segített az ambuláns pszichiátriai klinikák, általános fekvőbeteg-kórházak, valamint rehabilitációs és közösségi konzultációs központok létrehozásában. Az 1963-as közösségi egészségügyi szolgáltatásokról szóló törvény mellett a Hill-Burton Acts volt egy további intézkedés, amely a mentális egészségügyi ellátás javítását célozta.

### Intézménytelenítés
Az elmegyógyintézetek száma a 20. században jelentősen növekedett, de hiányoztak a hatékony kezelés eszközei. Az Országos Mentálhigiénés Intézet és a Hill-Burton törvény segítette a mentális egészségügyi kórházak finanszírozását és az újabb intézmények létrehozását. Az 1960-as évektől kezdve azonban nagyszámú intézményt bezártak a finanszírozás hiánya és a túlnépesedés miatt. John F. Kennedy elindította a közösségi egészségügyi mozgalmat az Egyesült Államokban, amelynek célja a mentálhigiénés szolgáltatások koordinálása volt. Ennek eredményeként mintegy 90 százalékkal csökkent a pszichiátriai kórházakban lévő betegek száma az Egyesült Államokban 40 év leforgása alatt.
Az elmúlt években világszerte megfigyelhető tendencia, hogy az elmegyógyintézetek számának csökkentése és az átmenet a közösségi alapú mentális egészségügyi ellátás felé történő elmozdulás nem vezetett az általános mentális betegségek gyakoriságának csökkenéséhez. A legújabb kutatások azt mutatják, hogy a mentális zavarok előfordulása nem jelentősen csökkent az elmúlt évtizedben, és bizonyos állapotok, mint például a szorongás és hangulati zavarok, még növekedtek is. Azonban az új kezelési lehetőségek, beleértve a digitális egészségügyi alkalmazásokat és a kognitív viselkedésterápiát, új megoldásokat kínálnak a mentális egészségügyi problémákkal küzdők számára.
Az intézménytelenítési mozgalom célja az volt, hogy a mentális betegségekben szenvedő embereket az elszigetelt elmegyógyintézetek helyett közösségekbe és támogató rendszerekbe helyezze. Azonban a betegek sokszor nem gyógyultak ki teljesen, és kiengedték őket a kórházból. Ez az intézménytelenítés jelenségeként vált ismertté. Ennek hatására sok beteg hajléktalanná vált, és a jelenleg hajléktalan emberek mintegy 26,2%-ának van valamilyen mentális betegsége. A hajléktalanok egy része átmeneti enyhülést tud találni menedékhely formájában, azonban sok mentális betegségben szenvedő hajléktalantól "hiányzik a biztonságos és tisztességes menedékről". A hajléktalanok életkörülményei további stresszt okoznak számukra, ami nem tesz jót a felépülésnek.

## Az abnormális viselkedés magyarázata
Az emberek évszázadok óta próbálják magyarázni és kezelni a rendellenes viselkedést, amelynek történelmileg három fő megközelítése volt: a természetfeletti, a biológiai és a pszichológiai. Az abnormális pszichológia a mentális zavarok magyarázatának két fő paradigmájára osztható: a pszichológiai és a biológiai paradigma. A pszichológiai paradigma az emberi viselkedésre, a kognitív és viselkedésbeli okokra összpontosít, míg a biológiai paradigma a genetikára és a neurokémiai folyamatokra fókuszál.

### Természetfeletti magyarázatok
Az emberek évezredek óta próbálják magyarázni és kontrollálni a rendellenes viselkedést. Történelmileg három fő megközelítése volt a rendellenes viselkedésnek: a természetfeletti, a biológiai és a pszichológiai hagyományokban. Az első természetfeletti hagyományban, démonológiai módszernek is nevezik, az abnormális viselkedéseket az emberi testen kívüli ágenseknek tulajdonítják. Ezzel szemben a biológiai és a pszichológiai hagyományok inkább a fizikai és pszichológiai okokra összpontosítanak. A pszichológiai paradigma humanisztikus, kognitív és viselkedésbeli okaira és hatásaira összpontosít, míg a biológiai paradigma a genetika és a neurokémia szerepét hangsúlyozza. Paracelsus, a svájci alkimista, asztrológus és orvos, az első volt, aki azt javasolta, hogy az emberek elméjét és viselkedését a hold és a csillagok mozgása befolyásolja. A természetfeletti hagyomány ma is él néhány emberek körében, különösen a fejlődő országokban és vallási szekták egyes követői között, de a nyugati tudományos világban inkább a biológiai és pszichológiai megközelítéseket alkalmazzák.
Természetfeletti hagyományok
Az emberi lények abnormális viselkedésének magyarázatai az idők során számos társadalomban változtak. Az animisták például rosszindulatú szellemekre vezették vissza az ilyen viselkedést, és a trepanációval igyekeztek kiszabadítani azokat. A definíciók között szerepel a statisztikai gyakoriság is, amely az abnormális pszichológiára vonatkozik.
Az abnormalitásról szóló spirituális hiedelmekhez formálisabb válaszként az ördögűzés gyakorlata alakult ki, melynek során a vallási tekintélyek különböző módszerekkel szabadították ki az egyénben megbúvó gonosz szellemeket, akik kóros viselkedést okoztak. Az ilyen viselkedést tanúsító egyéneket száműzték a társadalomból, vagy halálra ítélték, például boszorkányüldözések során. A Malleus Maleficarum című mű tartalmazta az észlelt deviáns viselkedés korai taxonómiáját, és iránymutatásokat javasolt a deviáns egyének büntetőeljárására.

### Biológiai magyarázatok
A biológiai hagyomány szerint a pszichológiai rendellenességeket biológiai okokra vezetik vissza. A pszichológiai hagyomány szerint a rendellenességeket a hibás pszichológiai fejlődésre és a társadalmi kontextusra vezetik vissza. A medicinális vagy biológiai szempont szerint azt hiszik, hogy az összes vagy legtöbb rendellenes viselkedés hátterében valamilyen orvosi tényező áll, és feltételezik, hogy minden pszichológiai rendellenesség betegség.
A görög orvos, Hippokratész, akit az egyik legnagyobb hatású alaknak tekintenek a nyugati orvoslás történetében, nagy szerepet játszott a biológiai hagyományban. Hippokratész és munkatársai az i.e. 450 és 350 között írták a Hippokratészi Korpuszt, amelyben azt javasolták, hogy az abnormális viselkedést kezeljék, mint bármely más betegséget. Hippokratész az agyat tekintette a tudat, az érzelem, az intelligencia és a bölcsesség helyszínének, és úgy vélte, hogy ezeknek a funkcióknak a zavara logikusan az agyban lenne lokalizálható.
Ezeket Hippokratész és munkatársai ötleteit később átvette a római orvos, Galenus. Galenus kiterjesztette ezeket az ötleteket és erős és befolyásos gondolatirányzatot fejlesztett ki a biológiai hagyományon belül, amely egészen a 18. századig tartott.
Orvosi: Kendra Cherry azt állítja: "Az eltérő pszichológia orvosi megközelítése a mentális betegségek biológiai okaira összpontosít. Ez a nézőpont hangsúlyozza az eltérések alapvető okainak megértését, amelyek magukban foglalhatják a genetikai öröklődést, kapcsolódó fizikai rendellenességeket, fertőzéseket és kémiai egyensúlyhiányokat. Az orvosi kezelések gyakran farmakológiai jellegűek, bár a gyógyszeres kezelés gyakran együtt jár valamilyen más típusú pszichoterápiával."

### Pszichológiai magyarázatok
Sigmund Freud strukturális modellje szerint az Id, az Ego és a Szuper-ego három elméleti konstrukció, amely meghatározza, hogyan interakciózik egyén a külvilággal, valamint hogyan reagál az belső erőkre. Az Id az egyén ösztönös hajtásait jelképezi, amelyek tudattalanok maradnak. A Szuper-ego az egyén lelkiismeretét jelképezi, valamint a társadalmi normák és erkölcsök internalizálását. Végül az Ego arra szolgál, hogy a valóságnak megfelelően integrálja az Id hajtóit a Szuper-ego korlátaival. A Szuper-ego hiányos fejlődése, vagy egy inkoherensen fejlődött Szuper-ego az egyénben irracionális és abnormális gondolatokat és cselekedeteket eredményez, amelyek ellentétesek a társadalom normáival és hitrendszerével.

#### Irracionális hiedelmek
Az irracionális hiedelmek, melyeket az ösztönös félelmek vezérelnek, abnormális viselkedéshez vezethetnek. A racionális érzelmi viselkedésterápia segít az irracionális és rossz alkalmazkodási hiedelmek kiűzésében az egyén elméjéből.

#### Szociokulturális hatások
A "szociokulturális" fogalom az egyén különböző hatáskörére vonatkozik, amelyek a közeli barátoktól és családtagoktól kezdve az ország intézményeiig és politikájáig vagy akár az egész világra is kiterjedhet. A társadalmi osztály, jövedelem, faji és etnikai hovatartozás vagy nem alapján történő megkülönböztetés befolyásolhatja az abnormális viselkedés kialakulását.

### Többféle okozati összefüggés
A pszichológiai rendellenességek területén számos eltérő elméleti szemlélet létezése megnehezíti a pszichopatológia megfelelő magyarázatát. Az összes mentális rendellenesség ugyanazzal az elmélettel való megmagyarázni próbálása redukcionizmushoz vezet (a rendellenesség vagy más bonyolult jelenségek csak egyetlen ötlet vagy szempont felhasználásával történő magyarázata). A legtöbb mentális rendellenesség több tényezőből áll, ezért szükséges több elméleti szemléletet figyelembe venni, ha egy adott viselkedési rendellenességet vagy mentális rendellenességet próbálunk diagnosztizálni vagy magyarázni. A mentális rendellenességek több elméleti szemlélet kombinációjával való magyarázata több okozati tényezőre visszavezethető. Ez a több okozati tényező magyarázata ismert, mint a többszörös okok okozta jelenség.
A diathesis–stress modell hangsúlyozza a többszörös ok-okozati tényezők alkalmazásának fontosságát a pszichopatológia magyarázatában, kiemelve, hogy a zavarokat mind a kiváltó okok, mind a hajlamosító okok okozzák. A kiváltó ok az azonnali kiváltó ok, amely beindítja az egyén cselekedetét vagy viselkedését. A hajlamosító ok egy alapvető tényező, amely azonnali tényezőkkel együttműködve zavarhoz vezet. Mindkét ok kulcsfontosságú szerepet játszik a pszichológiai rendellenesség kialakulásában. Például a magas neurotikusság megelőzi a legtípusabb pszichopatológiákat.

### Az abnormalitás legújabb fogalmai
Statisztikai abnormitás – ha egy bizonyos viselkedés/jellemző alacsony százalékban fordul elő a populációban. Azonban ez nem feltétlenül jelenti azt, hogy ilyen egyéneknek mentális betegsége van (például a statisztikai abnormitások, mint például az extrém gazdagság/vonzerejesség)
Pszichometriai abnormitás – a pszichometriai abnormitás az abnormitást egy statisztikailag meghatározott normától való eltérésnek tekinti, például az átlagos népességi IQ 100. Ebben az esetben az IQ-érték 70–75 alatti pontszáma egy tanulási nehézséggel küzdő embernek tekinthető, és azt sugallja, hogy nehezen boldogulhat az életben. Azonban a rendellenes IQ-jelenségekkel járó problémák nagymértékben eltérnek az egyének élethelyzetétől függően. Tehát még akkor is, ha egy egyént pszichometriailag "abnormálisnak" határoznak meg, ez keveset árul el a valódi állapotáról vagy problémáiról. Emellett, ha az IQ-skála másik végét nézzük, akkor általában nem tekintik abnormálisnak vagy mentális egészségügyi problémák jelenlétére utalónak, ha valaki átlagosan 30 ponttal eltér a középértéktől.
Deviáns viselkedés – ez nem mindig jele a mentális betegségnek, mivel a mentális betegség előfordulhat deviáns viselkedés nélkül, és ilyen viselkedés előfordulhat mentális betegség hiányában is.
Kombinációk – beleértve a szenvedést, a diszfunkciót, a torzított pszichológiai folyamatokat, az alkalmazkodás hiányos reakcióit adott helyzetekben, valamint az önmaguknak okozott vagy okozott kockázatot.

#### Példák
Számos mentális rendellenesség tartozik az abnormális pszichológia kategóriájába. Ezek közé tartoznak, de nem kizárólagosan:
Szkizofrénia
A szkizofréniát egy olyan rendellenességnek lehet leírni, amely súlyos valóságtól való elszakadást okoz. A szkizofrénia pszichotikus jellege a téveszmék, valamint az auditív és vizuális hallucinációk által mutatkozik meg. Ismert, hogy a szkizofrénia genetikai eredetű, valamint más biológiai összetevők, például az agyi rendellenességek az előrehaladott terhességi időszakban is szerepet játszhatnak. 
Figyelemhiányos hiperaktív rendellenesség
A figyelemhiányos hiperaktivitás-zavar (ADHD) magas szintű figyelemhiánnyal és hiperaktív impulzivitással jellemezhető. A figyelemhiányos tünetek közé tartozik a figyelmetlenség, a gondatlanságból adódó hibák, a személyes tárgyak elvesztése, könnyen elvonhatóvá válás és feledékenység. A hiperaktív impulzivitás tünetei közé tartozik az ugrálás, a túlzott beszéd és mások félbeszakítása.
Antiszociális személyiségzavar
Az antiszociális személyiségzavar egy személyiségvonáscsoportot ír le, amely specifikus következményekhez vezet és mások jogait megsérti. Ezek a személyiségvonások magukban foglalják a ridegséget, álnokságot, bűntudat hiányát, közönyt, mások manipulálását, ösztönösséget és grandiózitást. Az egyéb jellemzők közé tartozhatnak a felszínes báj, a szexuális promiszkuitás és a patológiás hazudozás.
Disszociatív identitás zavar
A disszociatív személyiségzavar (DID) során egyetlen egyén több személyiséggel rendelkezik. A DID-szel küzdőket úgy írják le, hogy több önálló személyiséggel rendelkeznek, melyek mindegyikének megvan a saját tudatossága és ébersége.
A DID-nek két fő etiológiája van, melyek a posztraumás és a szociokognitív modellek. A posztraumás modell szerint a DID az elkerülhetetlen múltbeli traumák, például a gyermekkorbeli bántalmazás miatt alakul ki. A gyermek disszociál és alternatív személyiségeket hoz létre, mint a coping mechanizmus a jelenlegi traumára adott válaszként. Még akkor is, ha a trauma véget ér, a személyiségek hosszú távon továbbra is zavarják az életüket. A szociokognitív modell szerint az emberek implicit módon úgy cselekszenek, mintha több személyiségük lenne, és ezt a kulturális normákkal való összhang miatt teszik.
Szociális szorongásos zavar
Azok, akiknek szociális szorongásos zavara (SAD) van, rendkívül intenzív félelmet éreznek a szociális helyzetektől. Ez a félelem abból a hitből származik, hogy a személyt negatívan értékelik, vagy hogy megbélyegzik magukat.
A SAD-t azonban az egyik leginkább fogyatékosságot okozó mentális zavarnak tartják. Ennek a rendellenességnek a tünetei közé tartozik a félelem a legtöbb, ha nem minden társas helyzetben. A SAD akkor alakulhat ki, ha traumás és / vagy kínos élmény történik, miközben más emberek figyelik a személyt.
Generalizált szorongásos zavar
Az általános szorongásos zavart a folyamatos, krónikus aggódás és szorongás jellemzi, amely számos helyzettel kapcsolatos, és nehéz kontrollálni. A további tünetek közé tartozhatnak az ingerlékenység, a fáradtság, a koncentrációs nehézségek és a nyugtalanság.
Specifikus fóbia
Azok az egyének, akiknek konkrét fóbiájuk van, számos objektumtól vagy helyzettől szenvednek szélsőséges félelem és kerülési reakciók formájában. A félelmek fóbiákká válnak, amikor az egyén félelme túlzott és ésszerűtlen, aránytalan a kultúrához képest, amelyben él. : 199–200 Példák konkrét fóbiákra közé tartoznak, de nem kizárólagosak: az iskolai fóbia, vér, sérülés, tűk, kis állatok és magasságok fóbiája.
A poszttraumás stressz zavar
A poszttraumás stresszszindróma (PTSD) fizikai és mentális feszültséggel járó állapotot jelent, ami a múltbeli traumatikus élményekhez kapcsolódik. A PTSD számos tünettel jelentkezhet, beleértve, de nem kizárólagosan a rémálmokat, a visszatérő emlékeket, a trauma által kiváltott ingerek elkerülését és/vagy a velük kapcsolatos fiziológiai reakciókat, a szégyent, bűntudatot, haragot, hipervigilanciát és társas visszahúzódást.
A PTSD tünetei olyan korábbi traumás élményekhez kapcsolódó testi és mentális szenvedést írnak le, mint például rémálmok, visszatérő emlékek, kerülési magatartás és/vagy fiziológiai reakciók a traumára vonatkozó ingerekre, szégyen, bűntudat, harag, hipervigilancia és társas visszahúzódás.
PTSD tünetei lehetnek tapasztalatokból, tanúskodásból vagy tanulásból származó valódi vagy fenyegető erőszak, sérülés vagy halál miatt.

## Megközelítés
Somatogén megközelítés – az eltérő viselkedési minták biológiai rendellenességek eredményeiként vannak értelmezve az agyban. Ez a megközelítés radikális biológiai kezelések kifejlesztéséhez vezetett, például a lobotómiához.
Pszichogén megközelítés – az eltérő viselkedési minták pszichológiai problémák eredményeiként vannak értelmezve. A pszichoanalitikus (Freud), kathartikus, hipnotikus és humanisztikus pszichológia (Carl Rogers, Abraham Maslow) kezelések mind ebből a paradigmából származnak. Ez a megközelítés néhány eszotikus kezeléshez vezetett: Franz Mesmer például sötét szobában helyezte el betegeit, zenét játszott, majd egy látványos ruhába öltözve belépett és botjával megérintette a "fertőzött" testrészeket.

## Osztályozás

### DSM-5
Az észlelt rendellenességekkel kapcsolatos standard szakirodalom Észak-Amerikában az Amerikai Pszichiátriai Szövetség diagnosztikai és statisztikai kézikönyve (Diagnostic and Statistical Manual of Mental Disorders, DSM) könyv. A jelenlegi verziója a DSM-5. Felsorolja a zavarok egy sorozatát és részletes leírásokat ad arról, hogy mi számít mentális rendellenességnek.
Az DSM-5 három kulcsfontosságú elemet határoz meg, amelyek jelen kell legyenek egy mentális rendellenesség diagnózisához. Ezek a következők:
- Tünetek, amelyek viselkedési, gondolati vagy érzelmi zavarokkal járnak.
- Személyi szorongással vagy károsodással kapcsolatos tünetek.
- Belső működési zavarokból eredő (azaz kifejezetten biológiai és/vagy pszichológiai gyökerű) tünetek. [1]

A DSM-5 három fő részt használ tartalmának szervezésére. Ezek a részek a I., II. és III. részek. Az I. rész a DSM-5 bevezetését, használatát és alapjait tartalmazza. A II. rész a diagnosztikai kritériumokat és kódokat tartalmazza. A III. rész pedig az új felméréseket és modelleket tartalmazza.

### I. szakasz (A DSM-5 alapjai)
Az DSM-5 I. szakasza röviden összefoglalja a DSM-5 célját, tartalmát, szerkezetét és felhasználását. Ide tartoznak a DSM-5 alapjai, bevezetései és figyelmeztető állításai a bűnügyi felhasználásról. Itt található információ az áttekintési és felülvizsgálati folyamatokról, valamint a DSM-5 célkitűzéseiről az ICD-11 harmonizálására vonatkozóan. Az itt található magyarázat magában foglalja a korábbi többtengelyes osztályozási rendszerből való áttérést az aktuális három szekció rendszerre.

### II. szakasz (Diagnosztikai kritériumok és kódok)
A DSM-5 II. szekciója számos diagnosztikai kritériumot és kódot tartalmaz, amelyek segítségével az eltérő pszichológiai konstrukciókat megállapíthatjuk és diagnosztizálhatjuk. Ez a szekció helyettesítette az előző DSM verziók tengelyrendszerének nagy részét, és a következő kategóriákat tartalmazza:
- Diagnosztikai kritériumok és kódok [2]
- Neurofejlődési rendellenességek [2]
- Szkizofrénia spektrum és egyéb pszichotikus rendellenességek [2]
- Bipoláris és kapcsolódó rendellenességek [2]
- Depressziós rendellenességek [2]
- Szorongásos zavarok [2]
- Obszesszív-kompulzív és kapcsolódó rendellenességek [2]
- Traumával és stresszel kapcsolatos rendellenességek [2]
- Disszociatív rendellenességek [2]
- Szomatikus tünetek és kapcsolódó rendellenességek [2]
- Táplálkozási és étkezési zavarok [2]
- Eliminációs zavarok [2]
- Alvás-ébrenléti zavarok [2]
- Szexuális zavarok [2]
- Nemi diszfória [2]
- Zavaró, impulzuskontroll és magatartási zavarok [2]
- Anyaggal kapcsolatos és addiktív betegségek [2]
- Neurokognitív zavarok [2]
- Személyiségzavarok [2]
- Parafil rendellenességek [2]
- Gyógyszer okozta mozgászavarok és a gyógyszeres kezelés hatásai. [2]
- Egyéb mentális zavarok és további kódok [2]

Ezeket a kategóriákat használják a különböző rendellenes pszichológiai fogalmak hasonlóságuk alapján történő szervezésére.

### III. szakasz (Felmerülő intézkedések és modellek)
A DSM-5 III. szekciója a klinikai döntéshozáshoz használt különböző módszereket és stratégiákat tartalmazza, segít megérteni a kultúrát és feltárni az új diagnózisokat.

### ICD-10
Az egyik legfontosabb nemzetközi osztályozó rendszer a mentális zavarok osztályozására az Egészségügyi Világszervezet 10. revíziója (ICD-10). Az ICD-10-et az Egészségügyi Világszervezet tagállamai használják 1994 óta. Az ötödik fejezet körülbelül 300 mentális és viselkedési rendellenességet tartalmaz. Az ICD-10 ötödik fejezete hatással volt az APA DSM-IV-re, és nagyon sok az egyezőség közöttük. Az ICD-11 az ICD-10 helyét foglalja el az Egészségügyi Világszervezet tagállamaiban 2022 januárjától kezdve. Az Egészségügyi Világszervezet ingyenes hozzáférést biztosít az ICD-10 Online-hoz. Az alábbiakban felsoroljuk a rendellenességek fő kategóriáit:
- F00–F09 Szerves, beleértve a tünetekkel járó mentális zavarok [3]
- F10–F19 Pszichoaktív szerhasználat okozta mentális és viselkedési zavarok [3]
- F20–F29 Szkizofrénia, szkizotipikus és téveszmék [3]
- F30–F39 Hangulati [affektív] zavarok [3]
- F40–F48 Neurotikus, stresszhez kapcsolódó és szomatoform rendellenességek [3]
- F50–F59 Fiziológiai zavarokkal és fizikai tényezőkkel összefüggő viselkedési szindrómák [3]
- F60–F69 A felnőttkori személyiség és viselkedés zavarai [3]
- F70–F79 Mentális retardáció [3]
- F80–F89 A pszichológiai fejlődés zavarai [3]
- F90–F98 Viselkedési és érzelmi zavarok, amelyek általában gyermekkorban és serdülőkorban jelentkeznek [3]
- F99 Meghatározatlan mentális zavar [3]

### ICD-11
Az ICD-11 a legújabb verziója az International Classification of Diseases-nek. A Mentális, viselkedési vagy Neurofejlődési zavarok részletezi az eltérő pszichológiai formákat.
Mentális, viselkedési vagy idegrendszeri fejlődési rendellenességek
- 6A00-6A0Z Idegrendszeri fejlődési rendellenességek [4]
- 6A20-6A2Z Szkizofrénia vagy más elsődleges pszichotikus rendellenességek [4]
- 6A40-6A4Z Catatonia [4]
- 6A60-6A8Z Hangulati zavarok [4]
- 6B00-6B0Z Szorongással vagy félelemmel kapcsolatos rendellenességek [4]
- 6B20-6B2Z Obszesszív-kompulzív vagy rokon betegségek [4]
- 6B40-6B4Z Kifejezetten stresszel kapcsolatos rendellenességek [4]
- 6B60-6B6Z Disszociatív rendellenességek [4]
- 6B80-6B8Z Táplálkozási vagy étkezési zavarok [4]
- 6C00-6C0Z Eliminációs zavarok [4]
- 6C20-6C2Z Testi szorongás vagy testi élmény okozta zavarok [4]
- Kábítószer-használatból vagy addiktív viselkedésből eredő rendellenességek [4]
- 6C70-6C7Z Impulzusszabályozási zavarok [4]
- 6C90-6C9Z Bomlasztó viselkedés vagy disszociális zavarok [4]
- 6D10-6E68 személyiségzavarok és kapcsolódó vonások [4]
- 6D30-6D3Z Parafil rendellenességek [4]
- 6D50-6D5Z Factitív rendellenességek [4]
- 6D70-6E0Z Neurokognitív zavarok [4]
- 6E20-6E2Z Terhességhez, szüléshez vagy gyermekágyi időszakhoz kapcsolódó mentális vagy viselkedési zavarok [4]
- 6E40.0-6E40. Z (6E40) A máshová sorolt rendellenességeket vagy betegségeket befolyásoló pszichés vagy viselkedési tényezők [4]
- 6E60-6E6Z Másodlagos mentális vagy viselkedési szindrómák, amelyek máshova osztályozott rendellenességekkel vagy betegségekkel kapcsolatosak [4]

## Az abnormális pszichológia perspektívái
Pszichológusok eltérő perspektívákat használhatnak az eltérő viselkedési formák és az abnormális pszichológia megértéséhez. Néhányan csak egyetlen perspektívára koncentrálnak, míg mások inkább két vagy három perspektívát ötvöznek, hogy fontos információkat szerezzenek a hatékonyabb kezelésekhez.
- Viselkedési – a perspektíva fókusza a megfigyelhető viselkedésekre
- Orvosi – a perspektivikus fókusz a mentális betegségek biológiai okaira
- Kognitív – a perspektíva arra összpontosít, hogy a belső gondolatok, észlelések és érvelés hogyan járulnak hozzá a pszichés zavarokhoz

## Ok

### Genetika
- Családi tanulmányok segítségével vizsgálták, főleg egypetéjű (azonos) és kétpetéjű (testvéri) ikreknél, gyakran örökbefogadás keretében. Az egypetéjű ikrek esetében nagyobb valószínűséggel fordul elő ugyanaz a rendellenesség, mint a kétpetéjű ikrek esetében, mivel genetikai anyaguk 100%-án osztoznak, míg a kétpetéjű ikrek csak 50%-ban osztoznak. Számos rendellenesség esetében pontosan ezt mutatják a kutatások. De tekintettel arra, hogy az egypetéjű ikrek 100%-ban osztoznak genetikai anyagukon, várható, hogy az esetek 100%-ában ugyanazok a rendellenességek lesznek, de valójában csak az esetek 50%-ában fordulnak elő ugyanazok a rendellenességek [5]
- Ezek a vizsgálatok lehetővé teszik az öröklődési együttható kiszámítását.
- Genetikai sérülékenységek ( Diathesis stressz modell ) [6] :290–291

### Biológiai ok-okozati tényezők
- Neurotranszmitterek [a neurotranszmitterek, mint a noradrenalin, dopamin, szerotonin és GABA (gamma-aminovajsav) egyensúlyhiánya] és hormonális egyensúlyhiány az agyban [7]
- Alkotmányos felelősség [testi fogyatékosság és vérmérséklet]
- Az agy diszfunkciója és az idegi plaszticitás
- Fizikai depriváció vagy zavar [alapvető fiziológiai szükségletek megvonása]

### Társadalmi-kulturális tényezők
- A városi/vidéki lakhatás, a nemi és kisebbségi státusz hatása a lelkiállapotra [8]
- A kulturális gyakorlatokra és hiedelmekre vonatkozó általánosítások nem feltétlenül képesek megragadni a kulturális csoportokon belül és azok között létező sokszínűséget, ezért rendkívül óvatosnak kell lennünk, hogy ne sztereotipizáljunk egyetlen kulturális csoporthoz tartozó egyént sem [9]
- Gyermekek fizikai és/vagy szexuális zaklatásával kapcsolatos tapasztalatok. [10]
- Találkozások olyan környezetekkel, amelyek tényleges vagy halállal fenyegetőznek [10]

### Szisztémás tényezők
- Családi rendszerek [11]
- A negatívan kifejezett érzelmek szerepet játszanak a szkizofrén visszaesésben és az anorexia nervosában .

### Biopszichoszociális tényezők
- A stressztől függő betegség „kiváltó”. [12]

## Terápiák
Pszichoanalízis (Freud)
A pszichoanalitikus elmélet erősen alapul Sigmund Freud neurológus elméletén. Ezek az ötletek gyakran a beteg gyermekkori elfojtott érzéseire és emlékeire épülnek. A pszichoanalitikus elmélet szerint ezek az elfojtások okozzák azokat a zavarokat, amelyeket az emberek a mindennapi életük során tapasztalnak, és a zavar forrásának megtalálásával el kell tudni távolítani a zavart. Ezt különböző módszerekkel érik el, melyek közül néhány népszerű a szabad asszociáció, a hipnózis és a megértés. Ezeknek a módszereknek a célja az, hogy kiváltanak egy katarzist, vagyis az érzelmi felszabadulást a betegben, ami azt jelzi, hogy a probléma forrása már meg van, és így kezelhető. Freud pszichoszexuális szakaszai is kulcsszerepet játszottak ebben a terápiás formában, mivel gyakran úgy gondolta, hogy a beteg által tapasztalt problémák azért merülnek fel, mert az emberek "megragadtak", vagy "fixáltak" egy adott szakaszban. Az álmok is fontos szerepet játszottak ebben a terápiás formában, mivel Freud az álmokat azon a módon értelmezte, hogy bepillantást nyerjen az önkéntelen tudatba. A betegek gyakran felkérték, hogy álomnaplót tartsanak, amelyet a következő terápiás ülésen megvitatnak. Ebben a terápiás stílusban sok potenciális probléma van, beleértve az ellenállást az elfojtott emlékek vagy érzések iránt, és a negatív áthelyeződést a terapeutára. A pszichoanalízis sok más után Freudon keresztül folytatódott, beleértve a lányát, Anna Freudot és Jacques Lacan-t is. Sokan mások is tovább fejlesztették Freud eredeti elméletét, és hozzáadták saját véleményüket a védekezési mechanizmusokról vagy az álomelemzésről. Bár a pszichoanalízis kikerült a divatból a modernabb terápiás formák javára, néhány klinikai pszichológus továbbra is alkalmazza különböző mértékben.
Viselkedésterápia (Wolpe)
A viselkedésterápia a viselkedésizmus elveire támaszkodik, mint például a klasszikus és operáns kondicionálásra. A viselkedésizmus az 1900-as évek elején, James Watson és B. F. Skinner pszichológusok munkájából származott. A viselkedésizmus szerint minden emberi viselkedés egy ingertől és megerősítéstől függ. Bár ez a megerősítés általában jó viselkedésre irányul, előfordulhat, hogy maladaptív viselkedésre is irányul. Ebben a terápiás nézetben a páciens maladaptív viselkedése megerősítést nyert, ami azt eredményezi, hogy a maladaptív viselkedés ismétlődik. A terápia célja, hogy kevésbé maladaptív viselkedést erősítsen, így idővel ezek az alkalmazkodó viselkedések válnak a beteg elsődleges viselkedésévé.
Humanista terápia (Rogers)
A humanisztikus terápia az önvalóvá válás elérésére törekszik (Carl Rogers, 1961). Ebben a terápiás stílusban a terapeuta a betegre magára összpontosít, nem pedig a beteg problémájára. Ennek a terápiának a célja az, hogy a beteget "emberként", nem pedig "ügyfelként" kezelve jussunk el a probléma gyökereihez, és hatékonyan oldjuk meg azt. A humanisztikus terápia az utóbbi években egyre inkább terjed, és számos pozitív előnnyel jár. A terápiát a terápiás hatékonyság alapvető elemének tartják, és jelentős hozzájárulónak tekintik nemcsak a beteg jóllétéhez, hanem az egész társadalomhoz is. Néhányan úgy vélik, hogy az összes jelenlegi terápiás megközelítés valamilyen módon merít a humanisztikus megközelítésből, és hogy a humanisztikus terápia a legjobb módja annak, hogy egy beteget kezeljünk. A humanisztikus terápia használható minden korú emberek esetében, gyerekek körében pedig a "játszóterápia" változata nagyon népszerű.
Kognitív viselkedésterápia (Ellis és Beck)
A kognitív viselkedésterápia (CBT) a gondolkodásra és a kognícióra törekszik hatni (Beck, 1977). Ez a terápiás forma nem csak a korábban említett viselkedésterápia elemeire támaszkodik, hanem a kognitív pszichológia elemeire is. Ez nem csak a kliens viselkedési problémáitól függ, amelyek a kondicionálódásból adódhatnak, hanem a negatív séma és a torzított észlelés világára is. Ezek a negatív sémák kínos helyzetet okozhatnak a beteg életében; például a sémák irreális elvárásokat támaszthatnak munkájuk vagy a fizikai megjelenésükkel kapcsolatban. Ha ezek az elvárások nem teljesülnek, gyakran maladaptív viselkedéshez vezetnek, mint például a depresszióhoz, az obsesszív-kompulzív zavarhoz és az általános szorongáshoz. A CBT célja, hogy megváltoztassa a stresszt okozó sémákat a betegek életében, és helyettesítse őket realisztikusabbakkal. Ha a negatív sémákat kicserélik, remélhetőleg remissziót okoznak a beteg tüneteiben. A CBT különösen hatékonynak bizonyult a depresszió kezelésében, és az utóbbi években csoportos beállításokban is alkalmazták. Úgy vélik, hogy a CBT használata csoportos beállításban segít a tagoknak támogatást adni és csökkenti a terápia elhagyásának esélyét, mielőtt a kezelésnek megfelelően működnie kellene. A CBT hatékony kezelésnek bizonyult sok beteg esetében, még azoknál is, akiknek nincsenek olyan betegségeik és rendellenességeik, amelyeket tipikusan pszichiátriai betegségeknek tartanak. Például a többszörös sklerózisban szenvedő betegek nagyon sok segítséget találtak a CBT használatával. A kezelés gyakran segíti a betegeket azzal, hogy megbirkózzanak azzal a rendellenességgel, amellyel küzdenek, és hogy hogyan alkalmazkodjanak új életükhöz anélkül, hogy új problémákat okoznának, például depressziót vagy negatív sémákat magukról.
A RAND szerint a terápiák nehézkesen jutnak el minden rászoruló beteghez. A finanszírozás és a tünetek megértésének hiánya jelentős akadályt jelent, amelyet nem könnyű elkerülni. Az egyéni tünetek és a kezelésre adott válaszok eltérnek egymástól, ami eltávolítja a beteg, a társadalom és az ápolók/szakemberek közötti kapcsolatot.
Játékterápia (humanisztikus)
A gyerekeket gyakran terápiára küldik az iskolában vagy otthon mutatott kitöréseik miatt; az elmélet az, hogy ha a gyermeket olyan környezetben kezelik, amely hasonló a helyzethez, amelyben a zavaró viselkedést mutatja, akkor a gyermek valószínűbb, hogy tanulni fog a terápiából, és hatékony eredményt fog elérni. A játékterápiában a terapeuták "játszanak" a klienseikkel, általában játékokkal vagy egy teadélutánnal. A játék a gyerekek tipikus viselkedése, így a terapeutával való játszás természetes válasz lesz a gyermektől. Amikor együtt játszanak, a terapeuta kérdéseket tesz fel a betegnek, és a környezet miatt a kérdések kevésbé invazívnak, inkább terápiás jellegűnek és normális beszélgetésnek tűnnek. Ez segíthet a betegnek felismerni problémáit, és könnyebben megvallani azokat a terapeutának, mint amennyit egy hagyományos tanácsadói környezetben tapasztalhatnának.
A játékterápia azt jelenti, hogy a terapeuta megfigyeli a gyereket, miközben játékkal és a környezetével interakcióba lép. A terapeuta megfigyelő és interakciós szerepet tölt be a beavatkozás során. Ez a folyamat lehetővé teszi, hogy a gyerek problémáit a játék segítségével mutassa be, és kényelmesebben beszéljen a terapeutával. Habár kissé vitatott, mivel bizonyítékok utalnak arra, hogy 10 évesnél idősebb gyerekeknél kevésbé hatékony, a játékterápia értékes kezelési lehetőségnek bizonyult. Ez a terápia különösen hasznos a 10 évesnél fiatalabb gyermekek számára, akik tudatában vannak környezetüknek. A játékterápia fontos, mivel sok olyan terápiás beavatkozás, amely hatékony felnőtteknél, kevésbé hatékony a gyerekeknél.
Családi rendszerterápiák
A családi rendszer terápiája azt a hitet támasztja alá, hogy a gyerekek problémái a családban jelentkező problémákkal függenek össze. A családi rendszer terápia a terápiás beavatkozáson keresztül javítani próbálja a különböző családtagok közötti kapcsolatokat. A legjobb hatás elérése érdekében javasolt, hogy az egész családot bevonják a terápiába. A kezelések magukban foglalják a családmenedzsment képességfejlesztést, valamint a gyerek-szülő kapcsolatfejlesztést. Ezek a beavatkozások javítják a család működését.
Családmenedzsment készségfejlesztés (családi rendszerterápia)
Családkezelő terapeuták oktathatják a családkezelési készségeket, ideértve a felügyelet, a fegyelmezési gyakorlatok javítását, és olyan környezetek létrehozását, amelyek lehetővé teszik a pozitív interakciókat a szülők és a gyerekek között.
Gyermek-szülő kötődés fejlesztése (családi rendszerterápia)
A gyermek-szülő kötődés fejlesztése magába foglalja a szülők és a gyerekek közötti kapcsolat módosítását vagy megteremtését, hogy biztos alapot adjon a gyermeknek és elősegítse a bizalmat, az önállóságot és a pozitív életfelfogást a családi kapcsolatokban. Ezeket a célokat általában a viselkedések megértésének elősegítésével, kötődési lehetőségek teremtésével és a család történelmének és kapcsolatainak jobb megértésével érik el.

## Fordítás
Ez a szócikk részben vagy egészben  az   Abnormal psychology című angol Wikipédia-szócikk ezen változatának fordításán alapul.  Az eredeti cikk szerkesztőit annak laptörténete sorolja fel. Ez a jelzés csupán a megfogalmazás eredetét és a szerzői jogokat jelzi, nem szolgál a cikkben szereplő információk forrásmegjelöléseként.

## További irodalom
- (2003. szeptember 1.) „Understanding behavior makes it more normal”. Psychonomic Bulletin & Review 10 (3), 746–52. o. DOI:10.3758/bf03196541. PMID 14620373. PMC 2654343.
- (2005. április 1.) „Diathesis stress model for panic-related distress: a test in a Russian epidemiological sample”. Behaviour Research and Therapy 43 (4), 521–32. o. DOI:10.1016/j.brat.2004.09.001. PMID 15701361.